# Polícia Federal do Brasil
La Polícia Federal do Brasil (Italiano: Polizia Federale) è la forza di polizia federale del Brasile, di cui la gran parte dei compiti consiste nell'investigazione dei crimini contro il Governo Federale o gli organi di sua competenza, la lotta al traffico internazionale di droga, il terrorismo, l'immigrazione e il controllo delle frontiere (compresi porti e aeroporti).
Ogni stato federato del Brasile ha poi il proprio "Dipartimento di Polícia Civil" che si occupa del lavoro di investigazione forense e criminale. Ogni stato ha inoltre un corpo di Polícia Militar che svolge la funzione di gendarmeria.

Bandiera

## Reparti
- Comando Tattico delle Operazioni (COP)
- Accademia Nazionale di Polizia (ANP)
- Istituto Nazionale di Criminologia (INC)
- Istituto Nazionale di Identificazione (INI)
- Corpo della Polizia dell'Immigrazione (CGPI)
- Corpo di Polizia Nautica (NEPOM)
- Dipartimento d'Intelligence della Polizia (DIP)
- Unità Tecnico-Scientifica (DITEC)

## Armi ed equipaggiamento
| Arma                   | Tipo                         | Origine     | Dotazione                              | Immagine |
| ---------------------- | ---------------------------- | ----------- | -------------------------------------- | -------- |
| Glock 17               | pistola                      | Austria     | standard                               |          |
| Glock 19               | pistola                      | Austria     | standard                               |          |
| H&K MP5                | pistola mitragliatrice       | Germania    | standard                               |          |
| H&K MP5K               | pistola mitragliatrice       | Germania    | standard                               |          |
| Franchi SPAS-15        | fucile a canna liscia        | Italia      | standard                               |          |
| H&K G-36               | fucile d'assalto             | Germania    | standard                               |          |
| Bushmaster XM-15       | fucile d'assalto             | Stati Uniti | standard                               |          |
| M16                    | fucile d'assalto             | Stati Uniti | standard                               |          |
| Heckler & Koch HK417   | fucile d'assalto             | Germania    | Comando Tattico delle Operazioni       |          |
| Heckler & Koch PSG1    | fucile d'assalto sniper      | Germania    | Comando Tattico delle Operazioni       |          |
| Colt Automatic Rifle   | Mitragliatrice leggera (LMG) | Stati Uniti | Comando Tattico delle Operazioni       |          |
| FN MAG                 | Mitragliatrice pesante (HMG) | Belgio      | Comando Tattico Aereo delle Operazioni |          |
| Taser                  | arma no-letale               | Stati Uniti | standard                               |          |
| lanciagranate AM-600   | lanciagranate                | Brasile     | Comando Tattico delle Operazioni       |          |
| Gas lacrimogeno        | arma no-letale               | Brasile     | standard                               |          |
| granata al peperoncino | arma no-letale               | Brasile     | standard                               |          |
| Spray al peperoncino   | arma no-letale               | Brasile     | standard                               |          |